# حبيب العجيلي
حبيب عمر العريشي العجيلي (1946 - )، هو ممثل ليبي يعيش في كندا. اشتهر بمشاركته في فيلم "الرسالة" بنسختيه العربية والإنجليزية.

## حياته
ولد عام 1946 في مدينة صرمان شمال ليبيا، وفي الستينيات من القرن العشرين وبمدينة طرابلس تقدم حبيب العجيلي للاشتراك في المجال الفني «المسرح» عن طريق الفنان عمران المدنيني واشترك في مسرحية «أهل الكهف» و«غرام يزيد». وفي عام 1966 سافر إلى كندا من خلال بعثة لدراسة فنون المسرح، لم يعد إلى ليبيا بل استمر في مجال الفن والمسرح في كندا وتحصل على الجنسية الكندية.
وفي عام 1975 اتصل به المخرج مصطفى العقاد وعرض عليه المشاركة في فيلم "الرسالة" بنسختيها العربية والإنجليزية ووافق حبيب العجيلي وقام بأداء شخصية حذيفة بن عتبة شقيق هند بنت عتبة مع الفنانة منى واصف، وفي النسخة الأنجليزية مع الممثل العالمي انطوني كوين والذي عرض عام 1976. وشارك حبيب العجيلي في بعض الأعمال بعد أن استقر في هوليوود.

## من أعماله
- الرسالة (فيلم).
- فيلم «The Message» (فيلم الرسالة باللغة الإنجليزية).
- «Police Woman» عام 1977.
- «In the Matter of Karen Ann Quinlan» عام 1977.

## وصلات خارجية
- حبيب العجيلي على موقع IMDb (الإنجليزية)